# Revelation Time
Revelation Time is een Nederlandse reggaeband uit Amsterdam.

## Doorbraak
De band is vooral bekend geworden door de single "South Africa", die in 1988 in samenwerking met vriend en voetballer Ruud Gullit werd uitgebracht en de derde plaats in de Nederlandse Top 40 bereikte. Dankzij het succes van Gullit bij AC Milan, trad Revelation Time in die tijd ook een aantal keer op in Italië.
In 2004 bracht Revelation Time na lange tijd weer een album uit met de titel Time Will Tell.

## Bandleden
Kern bezetting:
- Simeon Van Dijk - toetsinstrumenten
- Marcus van Bekkum - bass
- Freddy Poncin - drums

Aanvullende bezetting:
- Gerard Valdor - gitaar
- Djennah Delbe - zang
- Robbie Pinnas - percussie

## Discografie

### Albums
- Revelation Time - 1988 - Dureco
- Time Will Tell - 2004 - Concordia Recordings

### Singles
- Party - 1985
- Captain Dread - 1987 - Dureco  (met Ruud Gullit)
- South Africa - 1988 - Dureco (met Ruud Gullit en Inge Severijnse van Say When)
- After Every Rain - 1989 - Red Bullet
- Yes, You Are - 1989 - Red Bullet
- Freedom - 1991  - Red Bullet
- Bright Eyes - 1994 - Red Bullet (cover van de hit van Art Garfunkel)
- Hey Johnny - 1994 - Red Bullet
- New Generation - 2004 - Concordia Recordings
  - B-kant:  Forwards
- Rub It On - 2004 - Studio De Keuken

## Hitnotering
| Single met eventuele hitnotering(en) in de Nederlandse Top 40 | Datum van verschijnen | Datum van binnenkomst | Hoogste positie | Aantal weken | Opmerkingen                               |
| ------------------------------------------------------------- | --------------------- | --------------------- | --------------- | ------------ | ----------------------------------------- |
| South Africa                                                  | 1988                  | 11-06-1988            | 3               | 10           | met Ruud Gullit / #4 in de Single Top 100 |